# El Chorrito
El Chorrito är en ort i Mexiko.   Den ligger i kommunen Xico och delstaten Veracruz, i den sydöstra delen av landet, 220 km öster om huvudstaden Mexico City. El Chorrito ligger 1 899 meter över havet och antalet invånare är 109.
Terrängen runt El Chorrito är kuperad åt sydost, men åt nordväst är den bergig. Runt El Chorrito är det ganska tätbefolkat, med 166 invånare per kvadratkilometer. Närmaste större samhälle är Xalapa, 18,5 km nordost om El Chorrito. I omgivningarna runt El Chorrito växer huvudsakligen savannskog.